# Classe Chtchouka
Les sous-marins de la classe Chtchouka (en russe : Щука), également appelés sous-marins de classe Sh ou Chtch , étaient une classe moyenne de sous-marins soviétiques, construits en grand nombre et utilisés pendant la Seconde Guerre mondiale. « Chtchouka » est le nom russe pour le brochet. De cette classe, seuls deux sous-marins (411 et 412) sont entrés en service après 1945, bien qu'ils aient été lancés avant la guerre.

## Développement

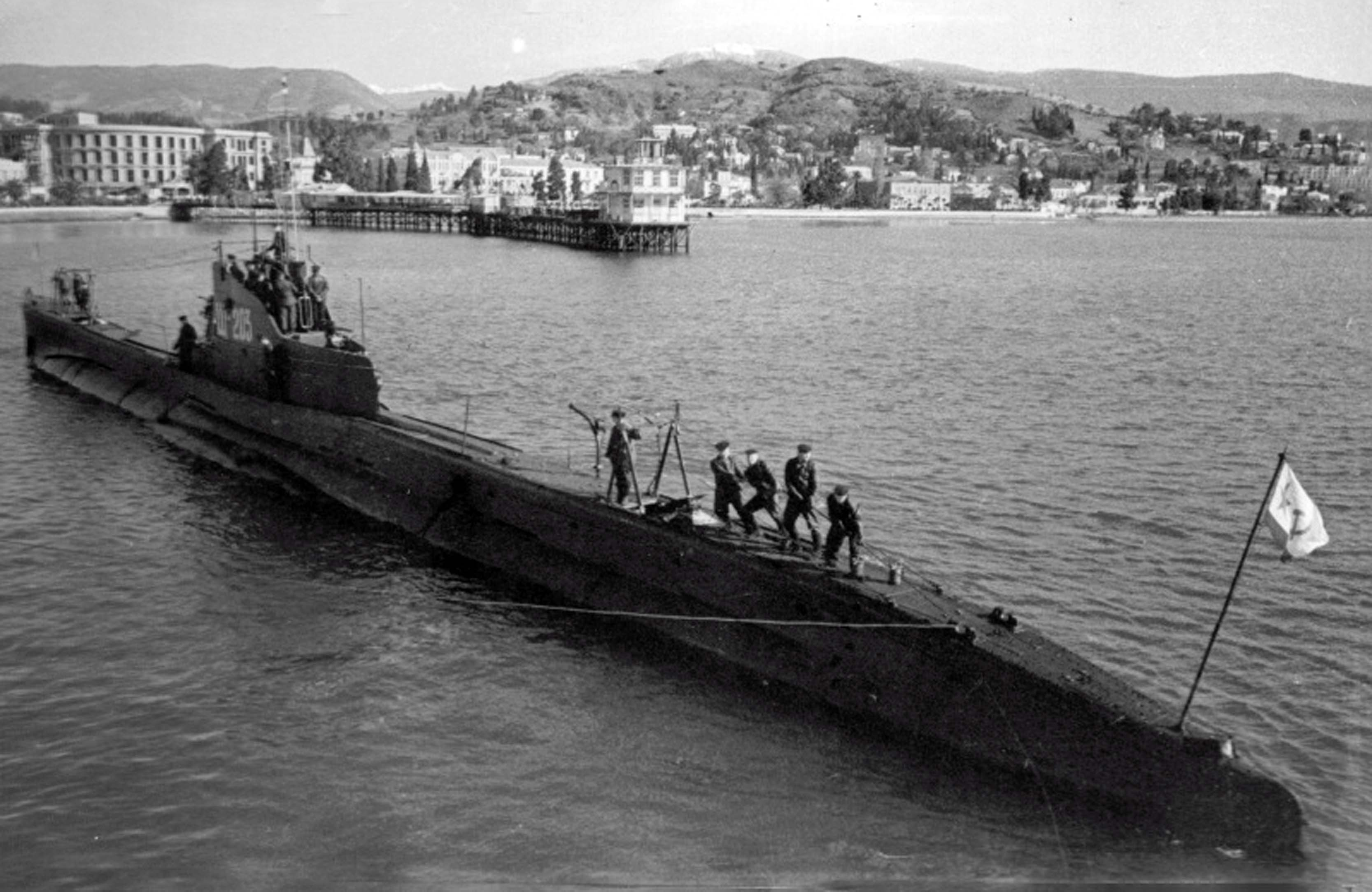
Sous-marin type "Pike" de la flotte de la mer Noire. Printemps 1944

Le 23 janvier 1930, le Conseil militaire révolutionnaire de l'URSS a adapté un concept de sous-marin pour servir dans des mers fermées. Des plans ont été faits pour construire jusqu'à 200 sous-marins en trois versions principales, les dernières seraient plus grandes et avec une portée plus longue que les versions précédentes. Cependant, en raison du déclenchement de la Seconde Guerre mondiale, seuls 88 sous-marins de cette classe ont été mis en service. Elle fut la deuxième classe de sous-marins la plus nombreuse de la marine soviétique après la classe Malioutka avec 111 unités construites. Sept chantiers navals étaient impliqués dans le programme - no 189, 190 et 194 à Leningrad, no 112 à Gorky, no 200 à Mykolaïv et no 202 à Vladivostok.
Le nom de la classe a été tiré du nom individuel du premier sous-marin Chtch-301 Chtchouka. Leur numérotation dépendait de la flotte soviétique à laquelle ils appartenaient : la série 100 appartenait à la flotte du Pacifique, la série 200 à la flotte de la mer Noire, la série 300 à la flotte de la Baltique et la série 400 à la flotte du Nord. Il y eut cependant quelques cas particuliers, à savoir le sous-marin de la flotte du Nord Chtch-424 a été renommé Chtch-321 quand il a été transféré à la flotte de la Baltique via le canal de la mer Blanche (et plus tard rebaptisé Chtch-424 à son retour). La tourelle avait une identification en laiton(Щ-.  . .).

## Service opérationnel
Les Chtchouka ont subi de lourdes pertes pendant la guerre. Les flottes de la Baltique, de la mer Noire et du nord ont perdu 60 à 70% de leurs sous-marins. Cependant, les sous-marins de la flotte du Pacifique n'ont subi aucune perte en raison de la nature tranquille du théâtre japonais (les opérations militaires n'ont commencé qu'à l'automne 1945 lorsque la flotte japonaise a été largement vaincue). Cependant, trois sous-marins ont été perdus pour des raisons non liées au combat. En tout, 35 sous-marins de la classe Chtchouka ont été perdus, la grande majorité pendant la Seconde Guerre mondiale.
Les derniers sous-marins survivants de cette classe ont été mis hors service au milieu des années 1950 et mis au rebut au cours des années suivantes, mais deux sous-marins de cette classe (S-121 et S-123), ainsi que deux sous-marins soviétiques de classe Malyutka ont été fournis à la marine de l'Armée populaire de libération en juin 1954, devenant ainsi la fondation de la force sous-marine de la République populaire de Chine. Cependant, les deux sous-marins de classe Chtchouka n'ont pas été vendus, mais plutôt prêtés à la Chine pour la formation d'équipages chinois et n'ont donc pas reçu de nouveaux noms comme les sous-marins de classe M.

## Navires de la classe

### Flotte du Pacifique
- Chtch-101 [2]
- Chtch-102

La série V a formé les 12 premiers Chtchoukas de la flotte du Pacifique

Chtch-121 à Chtch-125 formaient de la série V-bis-2 de la flotte du Pacifique

La flotte pacifique comptait 10 Chtchouka de série X : Chtch-126 à Chtch-134 et Chtch-139

- Chtch-103 (perdu le 4 novembre 1935)
- Chtch-104
- Chtch-105
- Chtch-106
- Chtch-107
- Chtch-108
- Chtch-109
- Chtch-110
- Chtch-111
- Chtch-112
- Chtch-113 [3]
- Chtch-114
- Chtch-115
- Chtch-116
- Chtch-117 (perdu le 15 décembre 1952)
- Chtch-118
- Chtch-119
- Chtch-120
- Chtch-121 [4]
- Chtch-122
- Chtch-123
- Chtch-124
- Chtch-125
- Chtch-126 [5]
- Chtch-127
- Chtch-128
- Chtch-129
- Chtch-130
- Chtch-131
- Chtch-132
- Chtch-133
- Chtch-134
- Chtch-135 [6]
- Chtch-136
- Chtch-137
- Chtch-138 (perdu le 18 juillet 1942)
- Chtch-139

### Flotte de la mer Noire
- Chtch-201
- Chtch-202
- Chtch-203 (perdu le 26 août 1943)

Les premiers Chtchouka, Chtch-201, Chtch-202 et Chtch-203 de la flotte de la mer Noire appartenaient à la série V-bis

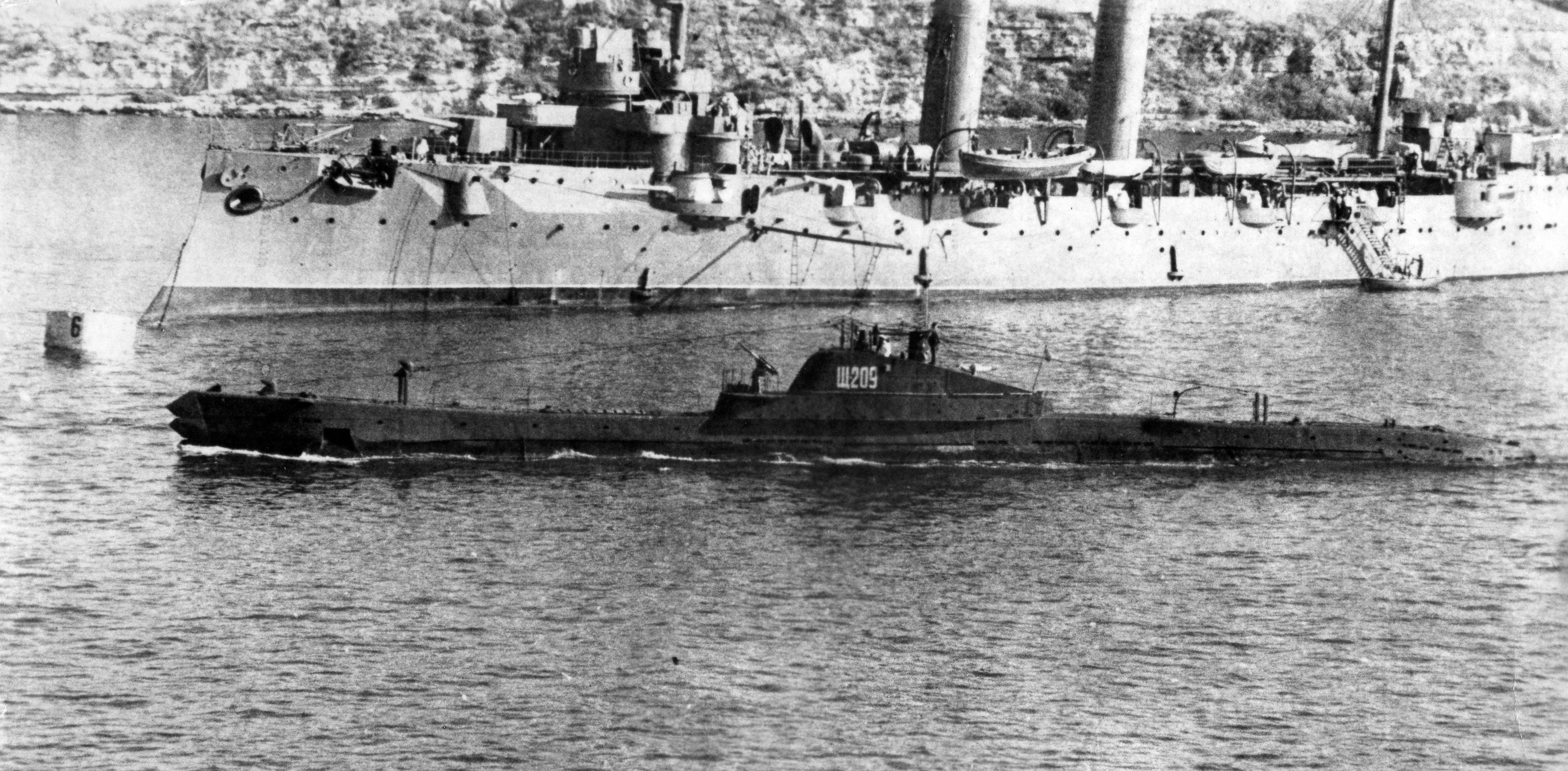
Chtch-209 aux côtés du croiseur soviétique Komintern

- Chtch-204 (perdu le 6 décembre 1941)
- Chtch-205
- Chtch-206 (Coulé par un groupe composé du torpilleur roumain NMS Năluca, de la canonnière roumaine Stihi Eugen et de trois torpilleurs roumains le 9 juillet 1941)
- Chtch-207 (perdu le 26 août 1943)
- Chtch-208 (Coulé le 26 août 1942 par une mine d'un barrage flanquant posé par les mouilleurs de mines roumains NMS Amiral Murgescu et Dacia)
- Chtch-209
- Chtch-210 (Coulé le 12 mars 1942 au large du cap Shabla par une mine dans le champ de mines roumain S-15, posé par les mouilleurs de mines roumains Amiral Murgescu, Regele Carol I et Dacia)
- Chtch-211 (Coulé le 16 novembre 1941 par une mine d'un barrage posé par les roumains Amiral Murgescu et Dacia)
- Chtch-212 (Coulé le 11 décembre 1942 près de l'île des Serpents au large de Sulina par un champ de mines roumain posé par les Amiral Murgescu, Regele Carol I et Dacia)
- Chtch-213 (Coulé le 14 octobre 1942 au large de Constanța par une mine d'un champ de mines posé par les Amiral Murgescu, Regele Carol I et Aurora ; épave trouvée le 13 septembre 2010)
- Chtch-214 (perdu le 19 juin 1942)
- Chtch-215
- Chtch-216 (perdu le 17 février 1944; épave retrouvée en juillet 2013)

### Flotte de la Baltique
- Chtch-301 (perdu le 28 août 1941)
- Chtch-302 (perdu en octobre 1942)

Sht-310, Sht-302 à Sht-304 de la flotte de la Baltique constituaient l'original de la série III

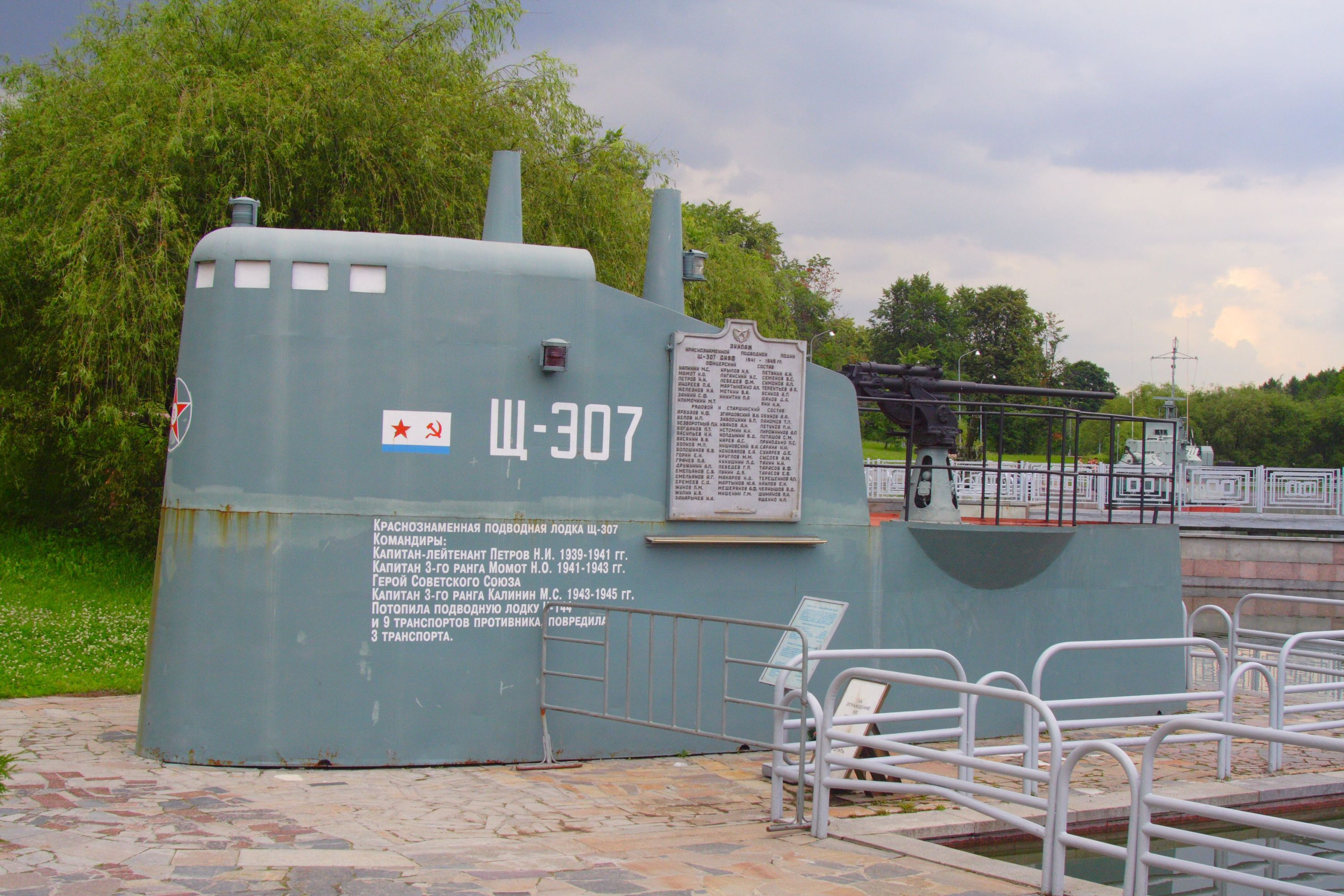
La tourelle préservée du Sht-307, à Poklonnaya Gora, Moscou

- Chtch-303 [7]: n'a pas réussi à couler le cargo soviétique Metallist avec deux torpilles, utilisé par l'amiral Nikolaï Guerassimovitch Kouznetsov pour accuser le sous-marin polonais ORP Orzeł après l'incident de l'Orzeł, comme prétexte pour s'emparer de l'Estonie.
- Chtch-304 (perdu en novembre 1942)
- Chtch-305 (perdu le 5 novembre 1942)
- Chtch-306 (perdu le 12 novembre 1942)
- Chtch-307
- Chtch-308 (perdu le 26 octobre 1942)
- Chtch-309
- Chtch-310
- Chtch-311 (perdu le 12 octobre 1942)
- Chtch-315
- Chtch-317 (perdu le 15 juillet 1942)
- Chtch-318
- Chtch-319 (perdu le 29 septembre 1941)
- Chtch-320 (perdu le 27 octobre 1942)
- Chtch-322 (perdu le 11 octobre 1941)
- Chtch-323 (perdu le 1er mai 1943)
- Chtch-324 (perdu le 5 novembre 1941)

### Flotte du Nord

Sht-405, Sht-406, Sht-407, Sht-408, Sht-411 et Sht-412 de la flotte du Nord étaient de série X-bis

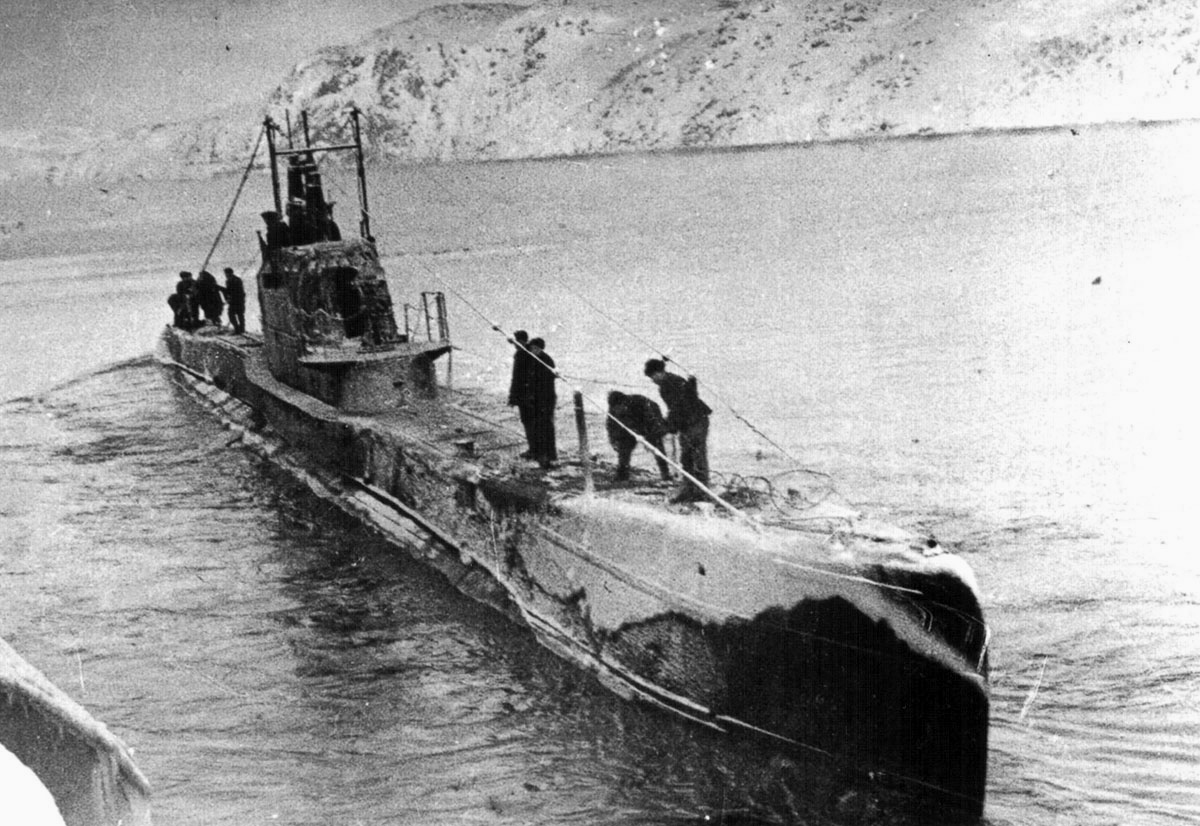
Chtch-401, une série X de la flotte du Nord, avant l'entrée de l'URSS dans la Seconde Guerre mondiale

- Chtch-401 (perdu le 23 avril 1942)
- Chtch-402 (perdu le 21 septembre 1944)
- Chtch-403 (perdu le 2 octobre 1943)
- Chtch-404
- Chtch-405 (perdu le 13 juillet 1942)
- Chtch-406 (perdu le 29 mai 1943)
- Chtch-407
- Chtch-408 (perdu le 25 mai 1943)
- Chtch-411
- Chtch-413 (mis au rebut avant l'achèvement en juillet 1941)
- Chtch-414 (mis au rebut avant l'achèvement en juillet 1941)
- Chtch-421 (perdu le 9 avril 1942)
- Chtch-422 (perdu le 5 juillet 1943)
- Chtch-424 (perdu le 20 octobre 1939)

### Articles externes
- (en) Shchuka- class submarine - Site uboat.net
- (fr) https://www.soumarsov.eu/Sous-marins/17a45/Serie3/Serie3.htm